# Klondike (jogo)
Klondike (América do Norte) ou Canfield (tradicional) é um jogo eletrônico de paciência (jogo de cartas). Nos EUA e no Canadá, Klondike é o jogo de cartas de paciência mais conhecido, a ponto de o termo "paciência", na ausência de qualificadores adicionais, normalmente se referir a Klondike. Igualmente no Reino Unido, costuma ser conhecido como "paciência". Enquanto isso, em outros lugares o jogo é conhecido como American Patience. O jogo ganhou fama no final do século 19, sendo nomeado "Klondike" em homenagem à região do Canadá, onde ocorreu uma corrida ao ouro. Há rumores de que o jogo foi criado ou popularizado pelos garimpeiros de Klondike.

## Regras

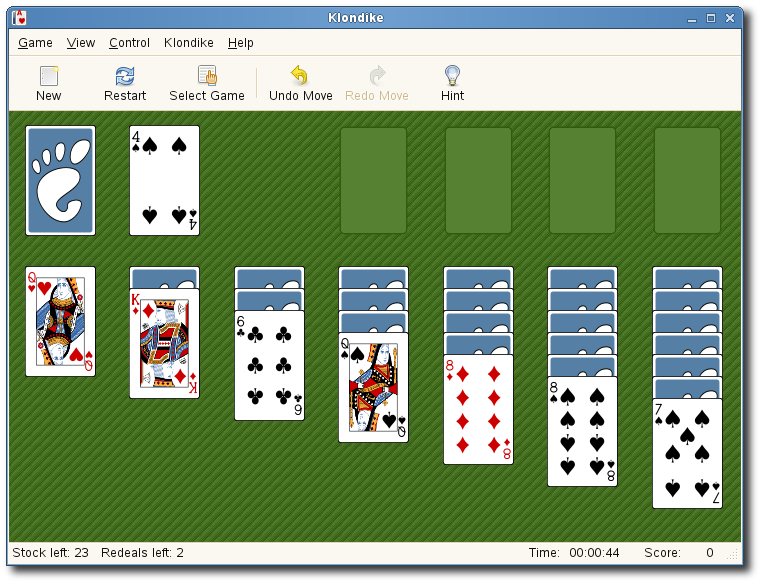
Um jogo de computador Klondike (parte do GNOME).

Klondike  é jogado com um baralho de 52 cartas padrão, sem Jokers. Depois de embaralhar, um quadro de sete pilhas de cartas espalhadas é colocado da esquerda para a direita. Da esquerda para a direita, cada pilha contém mais uma carta que a última. A primeira pilha e a mais à esquerda contém uma única carta virada para cima, a segunda pilha contém duas cartas (uma virada para baixo, uma virada para cima), a terceira contém três (duas viradas para baixo, uma virada para cima) e assim por diante, até a sétima pilha que contém sete cartas. cartões (seis virados para baixo, um virado para cima). A carta mais acima de cada pilha é virada para cima. Os cartões restantes do estoque são colocados com a face para baixo no canto superior esquerdo do layout.
As quatro fundações (retângulos leves no canto superior direito da figura) são construídas por naipe de Ace (baixo neste jogo) a King, e as pilhas do quadro podem ser construídas por cores alternativas. Cada carta virada para cima em uma pilha parcial, ou uma pilha completa, pode ser movida, como uma unidade, para outra pilha de quadro com base na sua carta mais alta. Quaisquer pilhas vazias podem ser preenchidas com um rei ou uma pilha de cartas com um rei. O objetivo do jogo é construir quatro pilhas de cartas começando com Ace e terminando com King, do mesmo naipe, em uma das quatro fundações, momento em que o jogador teria vencido. Existem diferentes maneiras de lidar com o restante do baralho do estoque para a pilha de descarte, incluindo o seguinte:
- Virar três cartas ao mesmo tempo na pilha de descarte, sem limite de passes pelo baralho.
- Virar três cartas ao mesmo tempo na pilha de descarte, com três passagens pelo baralho.
- Virar uma carta de cada vez na pilha de descarte, com três passagens pelo baralho.
- Virar uma carta de cada vez na pilha de descarte com apenas uma única passagem pelo baralho e, se possível, jogar.
- Virar uma carta de cada vez na pilha de descarte, sem limite de passes pelo baralho.

Se o jogador não puder mais fazer jogadas significativas, o jogo será considerado perdido. Neste ponto, vencer é impossível.

## Probabilidade de ganhar

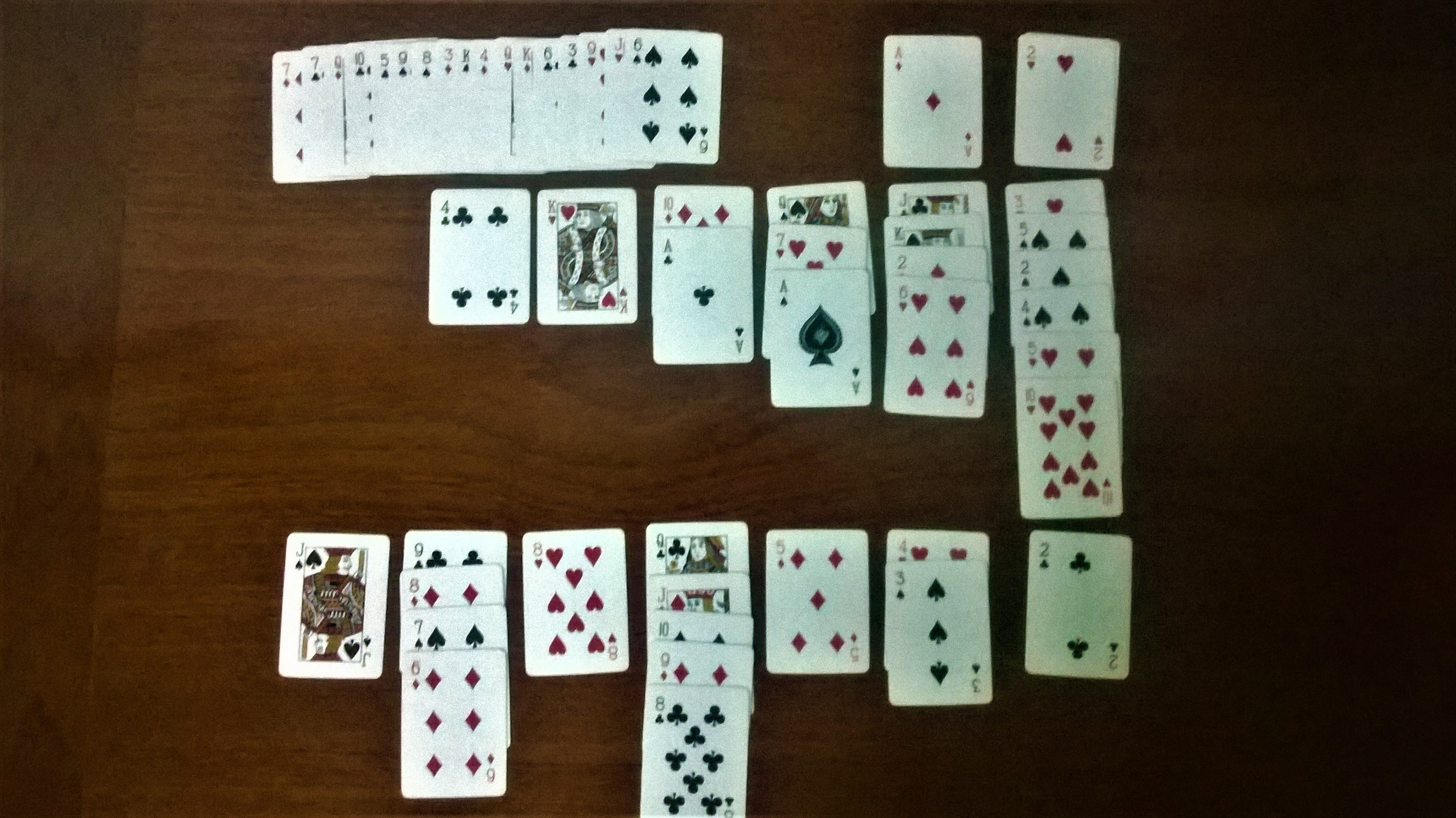
Um jogo perdido de Klondike. O material é mostrado no canto superior esquerdo. A seção superior do Tableau mostra cartões virados para baixo e a seção inferior mostra os cartões virados para cima. Exceto o 2♥, nenhum cartão pode ser movido

Para um jogo padrão de Klondike, comprando três cartas de cada vez e sem limite no número de re-acordos, o número de mãos possíveis é superior a 8, ou um 8 seguido de 67 zeros. Aproximadamente 79% dos jogos são teoricamente vencíveis, mas na prática, jogadores humanos não ganham 79% dos jogos jogados, devido a movimentos errados que fazem com que o jogo se torne invencível. Se alguém permite que as cartas da fundação sejam movidas de volta ao quadro, então entre 82% e 91,5% são teoricamente vencíveis. Observe que esses resultados dependem do conhecimento completo das posições de todas as 52 cartas, que um jogador não possui. Outro estudo recente descobriu que o Draw 3, Re-Deal Infinite tem uma taxa de vitória de 83,6% depois que 1000 jogos aleatórios foram resolvidos por um solucionador de computador. O problema é que um movimento errado não pode ser conhecido antecipadamente sempre que mais de um movimento é possível. O número de jogos que um jogador habilidoso pode esperar probabilisticamente vencer é de pelo menos 43%.  Além disso, alguns jogos são "não jogáveis", nos quais nenhuma carta pode ser movida para as fundações, mesmo no início do jogo; estes ocorrem em apenas 0,25% (1 em 400) das mãos negociadas.
Existem quatro tipos de mãos: jogos vencíveis, jogos perdidos teoricamente vencíveis (o jogador fez uma seleção que resultou em um jogo perdido, mas não sabia o que era a seleção correta porque as cartas relevantes estavam ocultas), jogos invencíveis (não há seleção que leva a um resultado vencedor) e jogos não jogáveis.
Existe uma versão modificada do jogo chamada "Thoughtful Solitaire", na qual a identidade de todas as 52 cartas é conhecida. Como a única diferença entre os dois jogos (Klondike e Thoughtful) é o conhecimento da localização das cartas, todos os jogos Thoughtful com soluções também terão soluções em Klondike. Da mesma forma, todos os becos sem saída em Thoughtful serão becos sem saída em Klondike. No entanto, as probabilidades teóricas de ganhar um jogo padrão de Klondike não pensativo atualmente não são conhecidas exatamente. A incapacidade dos teóricos de calcular com precisão essas probabilidades foi referida pelo matemático Persi Diaconis como "um dos embaraços da probabilidade aplicada".

## Pontuação
A pontuação padrão no jogo Windows Solitaire é determinada da seguinte maneira:
| Mover                                              | Pontos                        |
| -------------------------------------------------- | ----------------------------- |
| Descarte para o Tableau                            | 5                             |
| Descarte para a Fundação                           | 10                            |
| Tableau para Fundação                              | 10                            |
| Vire o cartão do Tableau                           | 5                             |
| Fundação para o Tableau                            | -15                           |
| Recicle a pilha de descarte quando estiver tocando | −100 (a pontuação mínima é 0) |

Mover cartões diretamente da pilha de resíduos para uma fundação concede 10 pontos. No entanto, se o cartão for movido primeiro para um Tableau e depois para uma Fundação, serão recebidos 5 pontos extras, num total de 15. Portanto, para obter uma pontuação máxima, nenhum cartão deve ser movido diretamente do Lixo para a Fundação.
O tempo também pode desempenhar um fator no Windows Solitaire, se a opção Jogo temporizado estiver selecionada. A cada 10 segundos de jogo, são retirados 2 pontos. Os pontos de bônus são calculados com a fórmula de (20.000 / (segundos para terminar)) * 35 (onde / é a divisão inteira), se o jogo levar pelo menos 30 segundos. Se o jogo demorar menos de 30 segundos, nenhum ponto de bônus será concedido.

## Variações

### Baralho único de 52 cartas
Abaixo estão algumas variações do jogo de Klondike:
- Em Agnes, o estoque é negociado em lotes de sete em pilhas de reserva e todos estão disponíveis. Além disso, as bases das fundações dependem da vigésima nona carta, que é tratada sobre as fundações.
- Em Easthaven (também conhecido como Ases Up ), vinte e uma cartas são distribuídas em sete pilhas de três, duas com a face para baixo e uma com a face para cima. Um espaço neste jogo só pode ser preenchido por um rei ou qualquer sequência que comece com um rei (embora eles possam simplificar a regra e colocar qualquer carta ou sequência em um espaço vazio, como ocorre em várias regras), e quando uma jogada fica parado, sete novas cartas são distribuídas para o quadro, uma no topo de cada pilha. Easthaven pode incluir 2 ou 3 baralhos de cartas. A versão de dois decks é chamada Double Easthaven ou Gypsy.
- No Nine Across, nove colunas de cartas são distribuídas, em oposição às sete da Klondike convencional. O jogador pode escolher quais cartas formarão as fundações; se um ou mais oitos são expostos, por exemplo, o jogador pode decidir construir sobre oitos, e as pilhas são acumuladas 8-9-10-JQK-Ace-2-3-4-5-6-7. Se oito são construídos, setes preenchem espaços e assim por diante. O estoque é tratado uma a uma quantas vezes for necessário.
- No Thumb and Pouch, um cartão no quadro pode ser construído sobre outro que não seja o seu (por exemplo, espadas não podem ser colocadas sobre espadas) e os espaços podem ser preenchidos por qualquer cartão ou sequência.
- Em Whitehead, todas as cartas são distribuídas com a face para cima, a construção é por cores (vermelho em vermelho, preto em preto), uma sequência composta de cartas do mesmo naipe pode ser movida como uma unidade e um espaço pode ser preenchido por qualquer cartão ou sequência.
- Em Westcliff, trinta cartas são distribuídas em dez pilhas de três cartas, duas viradas para baixo e uma virada para cima. Um espaço neste jogo pode ser preenchido com qualquer cartão ou sequência.

### Baralho de tarô
O jogo pode ser jogado com um baralho de 78 cartas no estilo Tarot (como um Tarot Nouveau). Há duas maneiras de fazer isso. Cada um tem nove pilhas crescentes de tableau.
- Klondike Nouveau Run: use cinco fundações e use o Louco como a primeira carta na base do trunfo ou remova-a antes de jogar. O Cavaleiro (Chevalier) aparece entre o Valete e a Rainha.
- Klondike Tarot Evens: use seis fundações; os quatro habituais, e depois use os cavaleiros vermelhos (cavaleiros) como a realeza para trunfos 1-10, e os cavaleiros negros como a realeza para trunfos 11-21.

## Versões computadorizadas
- O Atari Program Exchange publicou a implementação de Mark Reid do Klondike para a família Atari de 8 bits, simplesmente intitulada Solitaire, em 1981.[14]
- A versão shareware de Klondike para Macintosh de Michael A. Casteel foi lançada em 1984 e é atualizada continuamente desde então.[15]
- Uma versão de software do Klondike denominada simplesmente "Solitaire" foi incluída em todas as versões do Microsoft Windows, do Windows 3.0 (1990) ao Windows 7. As versões incorporadas do Microsoft Windows - originalmente chamado Windows CE, mais tarde Windows Mobile e agora chamado Windows Phone - também incluíram o Solitaire. No Windows 8, o Solitaire não é mais incluído por padrão. No entanto, o Microsoft Solitaire Collection pode ser baixado gratuitamente na Windows Store, que inclui o Klondike e outros 4 jogos de paciência. O Klondike foi adicionado novamente no Windows 10. Agora, o Microsoft Solitaire Collection pode ser instalado na Google Play Store em dispositivos Android.
- Klondike foi destaque na série oficial Book of Games da Hoyle, incluindo o Volume 2, que apresentou 28 variações do Solitaire.
- Klondike Deluxe AGA v1.1 para Amiga 1993.
- Klondike é um dos jogos incluídos na seção "Extras" do moderno iPod.
- O PySol é um jogo de computador independente de código aberto e plataforma que incorpora cerca de 1.000 jogos de paciência, incluindo jogos de cartas como Klondike e outros tipos de jogos para um jogador. Está escrito na linguagem de programação Python.
- Em 25 de agosto de 2016, a pesquisa por "paciência" no Google retorna um jogo Klondike incorporado na página de resultados da pesquisa.[16][17]